# Solaria (Unternehmen)
Solaria ist ein spanisches Unternehmen, das im Bereich der erneuerbaren Energien aktiv ist.

## Geschichte
Das Unternehmen wurde 2002 in Spanien gegründet und beschäftigt sich hauptsächlich mit Planung, Installation, Vertrieb und Wartung von PV- und Solarprojekten. Seit 2007 ist die Aktie an allen vier spanischen Börsen gelistet und seit 2020 ist die Gruppe im IBEX 35 aufgenommen. Die Muttergesellschaft konsolidiert per Ende 2023 über 103 Tochtergesellschaften.

## Eigentumsverhältnisse
Größter Aktionär ist im Geschäftsbericht 2023 die DTL Corporation S.L. Mit knapp 34,91 % der Anteile. Der Rest wird dem Streubesitz zugeordnet.